# ドランシー収容所

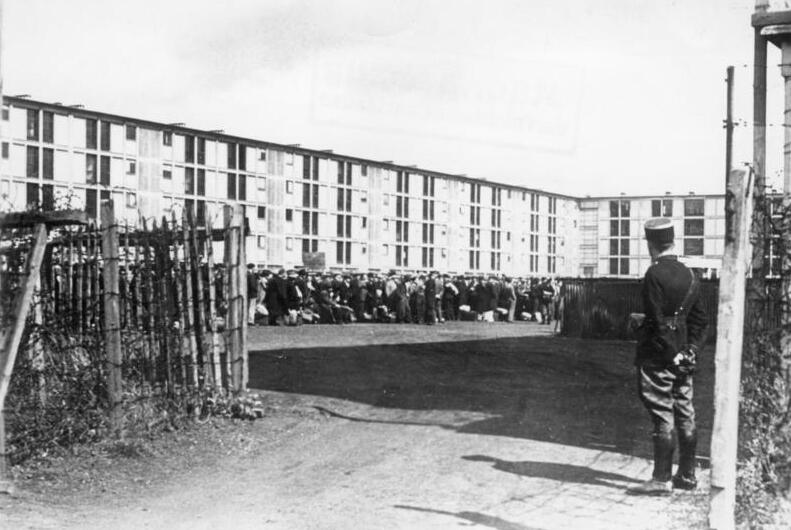
1941年撮影の収容所

ドランシー通過収容所（仏：camp d'internement de Drancy、独：Sammellager Drancy、もしくはDurchgangslager Drancy）は、ナチス・ドイツがフランス・パリの北東のドランシー市（セーヌ=サ=ドニ県）に設置したユダヤ人移送のための収容所。

## 概説
フランスのユダヤ人をポーランドの絶滅収容所へ移送するまで仮に収容しておく通過収容所だった。1941年8月の設立から1944年8月の解放までの間におよそ7万人のユダヤ人がドランシーからアウシュヴィッツ=ビルケナウ強制収容所などへ移送されている。フランスにおけるホロコーストの鍵となる地であった。
ドランシー収容所は1943年7月1日までドイツの秘密警察ゲシュタポとSDの監督の下にフランス人官吏によって運営されていたが、1943年7月2日からはゲシュタポ・ユダヤ人課課長アドルフ・アイヒマン親衛隊中佐の補佐官アロイス・ブルンナー親衛隊大尉によって直接に運営された。結果、収容者の環境は一段と悪化し、アウシュヴィッツへの移送は強化された。
1942年6月から1944年7月までの間に64回の移送作業があり、これにより計61,000人が移送されている。このうち61回の移送はアウシュヴィッツ、3回の移送はソビボル強制収容所だった。フランスから強制移送されたユダヤ人の十人中九人がドランシー収容所を通過したという。
収容所施設は1931年 - 1934年にウジェーヌ・ボードゥアン、マルセル・ロッズ、ヴラディミール・ボディアンスキー、ジャン・プルーヴェによって設計された高層集合住宅団地シテ・ド・ラ・ミュエットを転用したものである。現在では大半が取り壊されたが、1棟は記念施設を付与して低所得者向け住宅として現用されている。
また第二次世界大戦末期の1945年、イタリア・ドイツ敗戦の結果フランス在住の日本人は敵国人としてパリの中央監獄およびドランシーの収容所へ収監された。その中の著名な人物に画家の長谷川潔がいる。

## 著名な囚人
- ルネ・ブルム：バレエの振り付け師。レオン・ブルムの弟。1943年にアウシュヴィッツで死亡。
- トリスタン・ベルナール：劇作家。1943年に釈放。
- マックス・ジャコブ：詩人。1944年に同地で病死。